# Jack Johnson (músico)
Jack Johnson (Oahu, Hawái, 18 de mayo de 1975) es un cantautor de folk rock, surfista, poeta y cineasta estadounidense. Es conocido por sus trabajos en los géneros de soft rock y acústicos. En 2001, se logró un éxito comercial después del lanzamiento de su álbum debut, Brushfire Fairytales. Ha lanzado ya cinco álbumes más, una serie de EP y películas de surf/bandas sonoras. También es conocido por la organización de un evento anual, el Festival Kōkua. Canciones notables del repertorio de Johnson incluyen «Upside Down», «Flake», «I Got You», «Sitting, Waiting, Wishing», «If I Had Eyes», «You And Your Heart», «Taylor», «Better Together», «Good People», y «Breakdown».

## Biografía
Jack Johnson nació y se crio en la costa norte de la isla de Oahu, Hawái. El hijo del conocido surfista Jeffrey Johnson, tomó un interés en la profesión de su padre. Jack empezó a aprender a surfear a la edad de 5.
A los 17 años se convirtió en el invitado más joven en llegar a las finales de surf en Pipeline Masters sobre la costa norte de Oahu. Una semana más tarde, sin embargo, su paso como un surfista profesional terminó cuando sufrió un accidente de surf en Pipeline que puso más de 150 puntos de sutura en la frente y se retiró algunos de sus dientes, lo que más tarde se convirtió en la inspiración para la canción «Drink the Water».
Jack Johnson se graduó de la Escuela Secundaria Kahuku en la costa norte de Oahu. Más tarde asistirá a la Universidad de California en Santa Bárbara, y se graduó con una licenciatura en cine y música de producción. Mientras que Johnson aprendió la guitarra a la edad de 8 años y empezó escribir canciones a la edad de 12 años, su pasión por la música creció cuando él tocaba la guitarra rítmica de una banda musical llamada Soil,  en la universidad.
Johnson da crédito a sus influencias de compositores como Bob Dylan, Jimi Hendrix, Radiohead, Otis Redding, G. Love and Special Sauce, Ben Harper, Sublime, The Beatles, Bob Marley, Neil Young, y A Tribe Called Quest. Los nombres de Johnson Jimi Hendrix como su guitarrista favorita de todos los tiempos.

## Trayectoria

### 2000-03:Brushfire FairytalesyOn and On
La gran oportunidad de Jack Johnson estaba escribiendo y aportando voces para la canción «Rodeo Clowns», que apareció en el álbum de G. Love Philadelphonic de 1999. La canción más tarde se convertiría en el más famoso sencillo del álbum .
Además de su éxito posterior como músico, Johnson también es un cineasta consumado. Johnson dirigió las películas de Thicker Than Water (2000) y The September Sessions (2002), en la que también protagonizó. Ambas bandas sonoras de películas también eran productos de Johnson. Johnson también protagonizó la película de surf A Brokedown Melody de 2004.
Johnson lanzó una pista de demostración de cuatro que le llamó la atención del productor de Ben Harper, J.P. Plunier, quien trabajó con Johnson en su álbum debut Brushfire Fairytales a principios de 2001 con Harper y Weissenborn un lap steel guitar hacer una aparición especial. Brushfire Fairytales fue lanzado el 1 de febrero de 2001.
Johnson regresó al estudio con Adam Topol (batería, percusión) y Merlo Podlewski (bajo), que escuchó en Brushfire Fairytales, y Mario Caldato Jr en tareas de producción, para grabar su segundo álbum de larga duración On and On. Fue el primer álbum en ser grabado en Mango Tree Studio de Johnson en la ciudad natal de Johnson de North Shore, Oahu, y el primero en ser lanzado a través de The Moonshine Conspiracy Records. On and On fue lanzado el 6 de mayo de 2003.

### 2004-09:In Between Dreams,Curious George, ySleep Through the Static

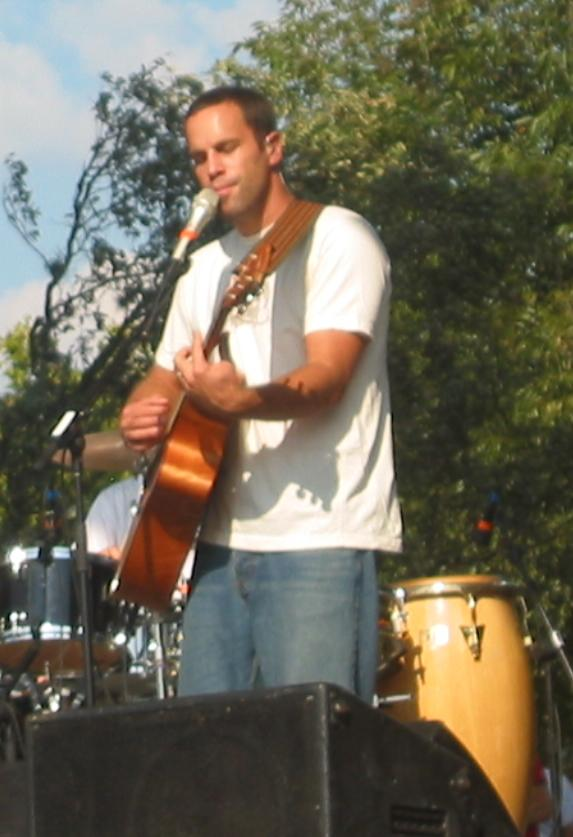
Johnson presentando en Austin City Limits Festival 2004.

En octubre de 2004, Johnson volvió al Tree Studio Mango con Topol y Podlewski junto con Zach Gill (de Animal Liberation Orchestra) tocando el acordeón, melódica y piano, para grabar su seguimiento de On and On en 2003. In Between Dreams fue lanzado el 1 de marzo de 2005.
Sing-A-Longs and Lullabies for the Film Curious George es un álbum de banda sonora de Johnson, publicado el 7 de febrero de 2006. El álbum también cuenta con Adam Topol, Ben Harper, G. Love, Kawika Kahiapo, Matt Costa, Merlo Podlewski y Zach Gill. Fue la primera banda sonora para que sea hasta el número 1 desde la banda sonora de Bad Boys II en agosto de 2003, y fue la primera banda sonora para una película de animación al comienzo de la lista Billboard 200 desde la banda sonora de Pocahontas en julio de 1995.
Johnson alistó J.P. Plunier para producir su cuarto álbum de estudio de larga duración, Sleep Through the Static. Fue grabado usando la energía solar del 100% en el estudio Solar-Powered Plastic Plant en Los Ángeles. El álbum contó con Gill (teclas), Podlewski (bajo) y Topol (batería y percusión). Sleep Through the Static fue lanzado el 1 de febrero de 2008, y fue seguido por una gira mundial.
Un álbum en vivo y DVD de la gira mundial 2008 de Jack Johnson, titulado En Concert, fue lanzado el 27 de octubre de 2009. El DVD fue dirigido por Emmett Malloy.
Johnson encabezó los festivales de Kōkua (2004-2008 y 2010). A menudo se producen en torno al Día de la Tierra, estos seis años de festivales proporcionaron apoyo para la Fundación Kōkua Hawaii, que es una organización benéfica que apoya la educación ambiental en las escuelas y comunidades de Hawái. Kōkua Festival 2004/2005 fue un DVD lanzado por Jack Johnson Music que mostró los primeros Festivales de Kōkua. También participó, con Willie Nelson, Jackson Browne, Dave Matthews, Eddie Vedder y otros, en el documental Kōkua 2008: 5 Years of Change (2009), producidos por Brushfire y Three Foot Giant Productions y se muestran en Sundance Channel. El 17 de abril de 2012, que precedió a su gira Hawaiian Islands de 2012, lanzó la compilación en vivo Best of Kōkua Festival.
Johnson produjo quinto álbum de estudio de Animal Liberation Orchestra, Man of the World, que fue publicado el 9 de febrero de 2010. El álbum también cuenta con la voz de Jack Johnson.

### 2010:To the Sea
El 1 de febrero de 2010, la web oficial de Johnson anunció que su quinto álbum de estudio, To the Sea, se encontraba en el proceso de grabación en Mango Tree Studio, con un lanzamiento mundial previsto durante la primera semana de junio de 2010. El sitio web también anunció una gira por Europa, Australia y Nueva Zelanda acompañante para coincidir con el lanzamiento del álbum en la medianoche del 31 de mayo.
El primer sencillo de To the Sea es «You and Your Heart», publicado el 6 de abril de 2010.
Mientras hablaba con Nueva Zelanda de la emisora ZM, Johnson dijo que está en constante objetivo de construir relaciones con los pro-medio ambiente , grupos sin fines de lucro locales. «Tratamos de reunir dinero para una gran cantidad de estos grupos que están haciendo cosas positivas en la comunidad. Tratamos de centrarnos sobre todo en la educación ambiental, tratando de hacer que los niños salgan a la naturaleza , el apoyo a las granjas y cosas por el estilo».
Jack Johnson se embarcó en una gira mundial en 2010 con Paula Fuga, una cantante hawaiana, tocando en una variedad de lugares en todo el mundo, incluyendo Europa, Nueva Zelanda, Australia, Canadá, Estados Unidos y Japón.

### 2012: Gira Hawaiian Islands

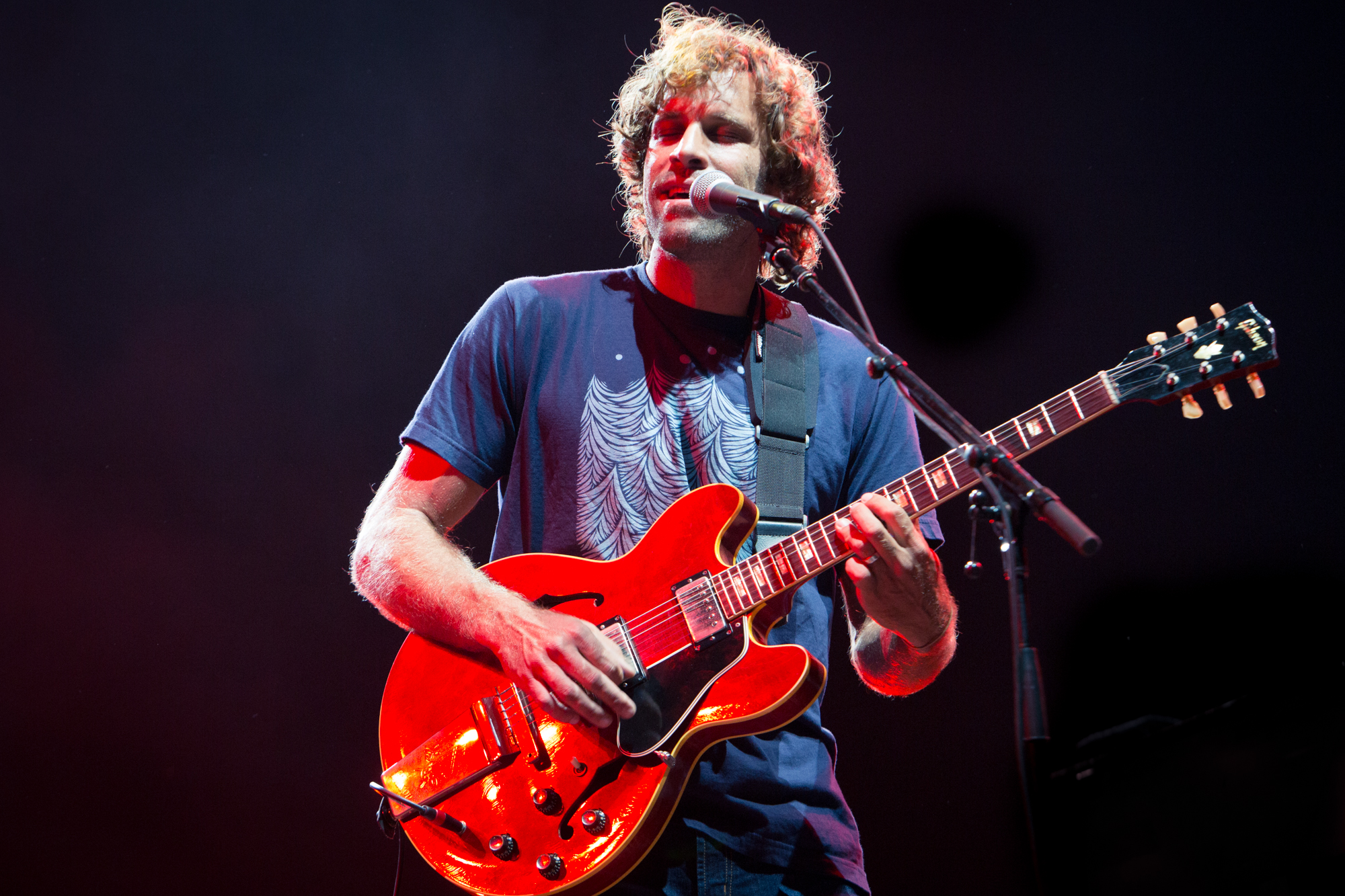
Johnson actuando como cabeza de cartel en Bonnaroo el 15 de junio de 2013.

El 22 de febrero de 2012, Jack con Juan Cruz y Paula Fuga anunció una gira acústica 7-show de las islas de Hawái durante abril.
En el Sheriff Center Stan el 14 de abril de 2012, durante Pillars of Peace Hawai'i: Building Peace on a Foundation of Aloha, Johnson realizó la música de introducción antes de Premio Nobel de la Paz Tenzin Gyatso, su santidad el decimocuarto Dalái lama del Tíbet, dio la discurso «Educar el corazón». «Better Together» fue una de varias canciones de Jack que se realizó.

### 2013: Bonnaroo,From Here to Now to You, y presente
Johnson ha estado trabajando en un nuevo álbum From Here to Now to You con su banda listo para lanzar el 17 de septiembre de 2013. Su primer sencillo, para promocionar el álbum, «I Got You» fue lanzado el 9 de junio. El 15 de junio de 2013, Jack y la banda se presentó como cabeza de cartel en el festival de Bonnaroo en Tennessee. Él también tocaron dos conciertos acústicos, uno en el Tabernáculo de Londres, en Notting Hill y el otro Allen Room en Lincoln Center en la ciudad de Nueva York con vistas a Central Park, con canciones de su próximo álbum.

## Vida personal
El 22 de julio de 2000, Johnson se casó con su novia de la universidad Kim. Ellos tienen tres hijos, dos chicos y una chica. Johnson vive en la costa norte de la isla de Oahu en Hawái. En una entrevista concedida a Johnson, Ann Donahue de Billboard describe la vida de la familia de Johnson diciendo «A menudo hay problemas en el equilibrio de la vida de un artista, ecologista, y hombre de familia, pero Johnson parece tener el lugar para tal desafío. Esta vez, él ha encontrado un ritmo que está de acuerdo con él... con lo que su familia a lo largo para que pueda pasar la mañana con ellos hacer turismo». Tanto Johnson como su esposa se niegan a hablar o dar cualquier información íntima relación con sus hijos.

## Filantropía
En 2008, Johnson y su esposa Kim crearon la Fundación Johnson Ohana Charitable, una organización benéfica sin fines de lucro que apoya, el arte y la educación de la música ambiental en todo el mundo. Jack y Kim Johnson también fundaron la Fundación Kokua Hawaii en 2003. Johnson y su familia trabajan duro todos los años en festivales y conciertos por igual, para recaudar dinero para causas que consideren más importantes. Johnson grabó un cover de John Lennon «Imagine» para el álbum de 2007 en beneficio de Instant Karma: The Amnesty International Campaign to Save Darfur, que también fue incluido en el álbum beneficio de 2009 Rhythms del Mundo Classics. Al hablar de Johnson y sus opciones de carrera, la revista Rolling Stone escribió: «Es un típico generoso movimiento de Johnson, quien ha utilizado su éxito multi-platino para apoyar las causas que le importa». Aunque la Fundación Johnson Ohana Charitable es una organización sin fines de lucro organización que «se centra en el medio ambiente, las artes y la educación musical», que ha recaudado más de 750,000 dólares desde 2009 hasta 2010 para regalar. Johnson estaba en Osaka, Japón en su To The Sea World Tour 2010 en el momento del terremoto de Tohoku y el tsunami en el norte de Japón. él estaba en un hotel con su familia cuando golpeó. Después de tener que aplazar el resto de su gira, donó $50,000 al terremoto de Japón de GlobalGiving y tsunami Relief Fund.
Fundación de Johnson Ohana Charitable también ha apoyado Little Kids Rock, una organización no lucrativa nacional que trabaja para restaurar y revitalizar la educación musical en las escuelas públicas de Estados Unidos en desventaja. También decoró una guitarra para Little Kids Rock a subasta para recaudar fondos para su programa.
El 22 de septiembre de 2012, donó su tiempo para tocar un par de canciones en Farm Aid 2012 en Hershey, PA. Más tarde, en 2012, Jack donó 50,000 dólares para el alivio del huracán Sandy y enlaces añadidos en su página web para que otros puedan donar:
«Después de años de gira y el surf a lo largo de la costa este, he hecho muchos buenos amigos. Es desgarrador ver las imágenes y escuchar sus historias. Acabo de hacer donaciones para ayudar a recuperar y los esfuerzos de ayuda para el huracán de arena. A continuación se muestra una lista de grupos que puede soportar. Si usted no puede donar dinero, usted puede donar alimentos, suministros o su tiempo. nuestra familia de la Costa Este, amigos y vecinos necesitan nuestra ayuda. Aloha- Jack».

## Miembros de la banda
La banda de Jack está compuesta por: 
- Jack Johnson – Vocalista, guitarra.
- Adam Topol – Batería, percusión.
- Merlo Podlewski – Bajo.
- Zach Gill – Piano, percusión.

## Discografía

### Álbumes de estudio
- Brushfire Fairytales (2001)
- On and On (2003)
- In Between Dreams (2005)
- Sing-A-Longs and Lullabies for the Film Curious George (2006)
- Sleep Through The Static (2008)
- Jack Johnson En Concert (2009)
- To the sea (2010)
- From Here to Now to You (2013)
- All the Light Above It Too (2017)
- Meet the moonlight (2022)

## Filmografía
| Año  | Título                 | Rol                     | Notas      |
| ---- | ---------------------- | ----------------------- | ---------- |
| 1999 | Nice Guys Sleep Alone  | Woody                   |            |
| 2000 | Thicker than Water     | director / el mismo     | documental |
| 2001 | Out Cold               | Jack Johnson y la banda | Cameo      |
| 2002 | The September Sessions | director / el mismo     | documental |

## Premios y nominaciones
| Año  | Premio                             | Categoría                                                                      | Resultados |
| ---- | ---------------------------------- | ------------------------------------------------------------------------------ | ---------- |
| 2000 | ESPN Film Festival                 | Premio Adobe Highlight                                                         | Ganador    |
| 2001 | ESPN Action, Sports & Music Awards | Música surfista artista del año                                                | Ganador    |
| 2002 | ESPN Action, Sports & Music Awards | Música surfista artista del año                                                | Ganador    |
| 2005 | ESPN Action, Sports & Music Awards | Mejor Video Woodie - Live Action (Mejor Video Live Action)                     | Nominado   |
| 2005 | ESPN Action, Sports & Music Awards | Road Woodie (Best Tour)                                                        | Nominado   |
| 2000 | Surfer Magazine                    | Premio Video del año 2000                                                      | Ganador    |
| 2006 | Satellite Awards                   | Mejor canción original (de la película Curious George)                         | Nominado   |
| 2006 | MTV Video Music Awards Japan       | Mejor video masculino                                                          | Nominado   |
| 2006 | Meteor Ireland Music Awards        | Mejor artista masculino internacional                                          | Nominado   |
| 2006 | Premios Grammy                     | Mejor interpretación vocal pop masculino                                       | Nominado   |
| 2006 | Premios Grammy                     | Mejor colaboración vocal de pop                                                | Nominado   |
| 2006 | ECHO Awards                        | Artista masculino internacional Pop/Rock del año                               | Nominado   |
| 2007 | ECHO Awards                        | Artista masculino internacional Pop/Rock del año                               | Nominado   |
| 2009 | ECHO Awards                        | Mejor artista internacional masculino (Bester Kunstler International Rock/Pop) | Nominado   |
| 2006 | Brit Awards                        | Mejor solista masculino                                                        | Nominado   |
| 2006 | Brit Awards                        | Artista Revelación Internacional                                               | Ganador    |
| 2007 | Brit Awards                        | Mejor artista solista masculino internacional                                  | Nominado   |
| 2011 | Billboard Music Awards             | Top álbum de rock                                                              | Nominado   |
| 2011 | Billboard Music Awards             | Top álbum alternativo                                                          | Nominado   |
| 2010 | Billboard Touring Awards           | Premio Humanitario                                                             | Ganador    |
| 2003 | ASCAP Pop Music Awards             | Premio ASCAP a la universidad vanguardia                                       | Ganador    |
| 2012 | National Wildlife Foundation (NWF) | Premio Nacional de Logro Conservación en Comunicaciones                        | Ganador    |